# Культура верхнего слоя Сяцзядянь
Культура Верхнего слоя Сяцзядянь, кит. 夏家店上層文化 — археологическая культура бронзового века (1000—600 гг. до н. э.)), существовавшая на территории северо-востока Китая (юго-восток Внутренней Монголии, северный Хэбэй и западный Ляонин) примерно одновременно с западной династией Чжоу. Происходила от бронзовой традиции степей Евразии
Территория культуры простиралась несколько шире, чем у предшествовавшей культуры Нижнего слоя Сяцзядянь, достигая территорий к северу от реки Сямулун. По сравнению с культурой Нижнего слоя Сяцзядянь, численность населения была ниже, оно было менее плотным, однако населяло более крупную территорию. Как и предыдущая культура, данная всё ещё сильно зависела от земледелия, однако произошло некоторое смещение к пастушескому, кочевому образу жизни. Социальная структура изменилась: на смену племенному сообществу без централизованной власти пришла система вождества. Типовым памятником является верхний слой Сяцзядяня в округе Чифэн, Внутренняя Монголия.
Керамические изделия данной культуры были хуже по качеству, чем изделия предшествующей культуры Нижнего слоя Сяцзядянь, хотя это компенсировалось лучшими изделиями из бронзы, кости и камня. Характерными для данной культуры являются бронзовые изделия: кинжалы, топоры, стамески, наконечники стрел, ножи и шлемы. Все эти бронзовые изделия, как правило, были украшены животными и природными мотивами, в которых прослеживается сходство со скифскими, что свидетельствует о контактах степных культур Евразии. Местные бронзовые сосуды — намного меньшие по размеру, чем сопоставимые по времени сосуды государств Чжоу. В последующие периоды в археологических памятниках данной культуры появляются чжоуские гэ (кинжало-топоры) и бронзовые сосуды. В одном случае бронзовые сосуды, принадлежавшие правящей семье государства Сю (許), как видно по надписям на одном из сосудов, были обнаружены в захоронении верхне-сяцзядяньской культуры в Сяохэйшигоу.
В образе жизни культуры произошли резкие изменения по сравнению с предшествующей культурой Нижнего слоя Сяцзядянь. Культура верхнего слоя уделяла меньше внимания постоянным сооружениям, предпочитая занимать сооружения предшествующей культуры Нижнего слоя Сяцзядянь или использовать камни сооружений этой культуры для постройки своих зданий. В данной культуре стала играть важную роль лошадь, как видно по находкам лошадиных останков и конской сбруи в памятниках данной культуры. Также данная культура отказалась от централизованной социальной организации, поскольку при раскопках её памятников не обнаружено свидетельств крупных общественных работ. В животноводстве произошло смещение приоритетов — вместо свиней основными источниками мяса стали овцы и козы. Верхне-сяцзядяньская культура сооружала для своей элиты более пышные гробницы, с более многочисленными и искусными погребальными дарами, чем нижне-сяцзядяньская. Наружными признаками верхнесяцзядяньских погребений часто являются курганы и каирны.